# おらしょ
「おらしょ」は、千原英喜の合唱曲。混声合唱曲としてまず発表され、後に男声合唱、女声合唱にも編曲された。

## 概説
1985年（昭和60年）、千原は「混声合唱のためのピエタ〜隠れ切支丹二つの唄〜」という全2楽章からなる曲を作曲、第9回神奈川県合唱曲作曲コンクール佳作を受賞した。しかし長く発表の機会に恵まれず「自筆譜のまま消えゆく運命を待ってた」曲であった。
1997年（平成9年）6月29日の神戸中央合唱団第49回定期演奏会にて松原千振指揮で「ピエタ」が初演された。初演の後、松原は千原に「1曲目と2曲目の間に何かあると、より充実するのでは」と提案し、千原はこれを受けて、「ピエタ」の両楽章を第1楽章、第3楽章とし、新たに第2楽章を付け加える形で改稿した。これは翌1998年7月12日、同団の第50回定期演奏会にて「混声合唱のためのおらしょ〜カクレキリシタン3つの歌〜」と改題され初演された。なお男声版は2006年（平成18年）12月に立命館大学メンネルコールの委嘱により、女声版は2019年（平成31年）2月にEnsemble Spirandiの委嘱により、それぞれ初演されている。
「カクレキリシタンの伝承歌と中世・ルネサンス期のキリスト教聖歌を素材に、これらを私（千原）の自由なファンタジーによって」作曲され、日本の伝統音楽と西洋音楽とを結びつける千原の作品群の中でも代表作といえる曲である。「ピエタ」の時点では「グレゴリオ聖歌などは入ってなくて、民謡のメロディーだけで受難の痛みみたいなものを表そうと思った」「海を越えてはるばる入ってきたキリスト教のなれの果てがこの歌一つか、というわびしさ、せつなさ、そういうものがふくらんでいった曲なんです」とされ、「ピエタ」と「おらしょ」の間の千原の作風の変化も見て取れる。もっとも千原の他の作品と同様に、曲の時代背景等に固執することは千原の本意ではなく、「四百年という遙かなる沈黙の時空を超えて、キリシタン時代に生きた人々の夢と情熱、そして時代の渦の中に消えていった人々のかなしみを、大きなスケールで歌い上げていただきたい」としている。

## 曲目
全3楽章からなる。全編無伴奏である。
- 第1楽章
何処からか聞こえてくる"アレルヤ"の声、潮騒と木々のざわめきだろうか。カクレキリシタンたちが唄っている。かれらの前世の記憶を呼び覚ましてゆくかのように。[3]長崎・平戸島の「五島ハイヤ節」を素材にグレゴリオ聖歌が組み合わさる。
- 第2楽章
幻視。人々が祈りをささげている。香炉は煙り、燭台の幾本もの炎が主の祭壇を照らしている。祈りの声は途切れることなく低く、ときに高く、呟きうねるように続く。そして異国の宣教師たちと共にかれらの声が高らかに唱和する。"オー　グロリオーザ　ドミナ、エクセルサ　スペル　シデラ"。ここは天正十九年、西暦1591年の切支丹天主堂である。[3]オラショを素材にイムヌス（賛歌）が組み合わさる。
「2楽章では32分音符でおらしょを歌わせますよね。おらしょって非現実的な祈りでしょ。そういうものを4/4とか、普通の音符で書いてはいけないと思った。おらしょの特殊性を見た目にも感じさせる楽譜が、質感として欲しかったんです。演奏者に言われたんだけど、楽譜を遠くから見ると32分音符が十字架の形に見えるらしい。」[1]と千原は述べる。
- 第3楽章
島の岸壁にたたずむ。ここに散っていった人々のかなしみを思う。あたりはまだ暗く、険しい崖下の波の飛沫の音だけが聞こえる。やがて夜明け。青い海と空の境界を金色に染めていく。[3]平戸島の「獅子の泣き歌」を素材にラウダ（民衆的な宗教歌）が組み合わさる。

## エピソード
松原が千原の曲に目を留めるきっかけとなったのは、松原がフィンランドから帰国後、「神奈川の合唱作曲コンクールの資料をすべて送っていただいて、作品リストを見てみました」ことにさかのぼる。「千原先生のコンクール作品には、その題材に一貫性があるように思ったんです。間宮芳生先生に師事とあったので先生にお電話したら「ああ、いい曲を書く人ですよ」と言われ、隣町である西宮に住んでおられることを教えてくださいました」「ヴィジョンというか、イデーを感じました。自らの焦点を示し、回りにまどわされることがない」とし、松原は東京混声合唱団の指揮者デビュー演奏会で1982年（昭和57年）の千原のコンクール佳作作品「志都歌」を取り上げる。このときのことを千原は「まったく無名の作曲家の作品を取り上げていただいたのが非常に光栄で、ものすごく自信になりました」とする。のちに神戸中央が民俗音楽をテーマにした演奏会（第49回）をするにあたって「日本人がラテン語をどう聞いていたのかが興味深く、特に言語の変化が読みとれるんです。「Oratio」が「おらしょ」になってるんですよね。そこに注目した大きな要素が、フィンランドで発見されたグレゴリオ聖歌。1100~1200年代のフィンランド人がラテン語をどう聞いていたか、これがまた違うんですよ。で、カクレキリシタンの音楽と、フィンランド人がとらえたグレゴリオ聖歌に、共通性を感じたんです」として「ピエタ」を取り上げる。

## 楽譜
いずれも全音楽譜出版社から出版されている。なお女声版は未出版。
- （混声版）ISBN 4-11-719151-9
- （男声版）ISBN 978-4-11-719237-7